# 進歩愛国戦線
進歩愛国戦線（しんぽあいこくせんせん、フランス語: Front Patriotique pour le Progrès、略称:FPP、英語: Patriotic Front for Progress）は、中央アフリカ共和国の政党。
アンジュ＝フェリクス・パタセ大統領時代の強力な野党であった。2002年に野党連合から離脱している。
2005年3月15日に行われた大統領選挙ではアベル・グンバ候補を擁立し2.5パーセントを獲得した。国民議会総選挙では、2議席を獲得した。グンバ自身は議会に議席を得ることは適わなかったが、アンヌ＝マリー夫人が当選している。
2006年3月5日、進歩愛国戦線は臨時党大会を開き、グンバの子、アレクサンドル・グンバを党首に選出した。しかし、アレクサンドル・グンバの党首就任を契機に党内は内部抗争に陥った。最終的に2008年5月16日、党全国評議会によって党首選の合法性が承認され、10月4日正式に党首に就任した。
進歩愛国戦線は、社会主義インターナショナルのオブザーバー政党である。